# Пол Роберт Магочі
Пол Роберт Магочі, також відомий як Павло-Роберт Маґочій (англ. Paul Robert Magocsi; нар. 26 січня 1945, Інглвуд, Нью-Джерсі, США) — американський та канадський історик угорсько-карпаторусинського походження. З 1980 року працює на кафедрі українознавства імені Джона Яремка Торонтського університету. У колі наукових інтересів Магочі — історія України і дослідження русинів як окремої нації та ідеології політичного русинства. З 2005-го по 2009 рік очолював Світовий конгрес русинів.

## Біографія
Народився в місті Інґлвуді (англ. Englewood), штат Нью-Джерсі, у родині вихідців із Закарпаття — угорця та русинки, представників другого покоління іммігрантів.
У 1966 році закінчив Ратґерський університет, у 1972 році — аспірантуру Принстонського університету, отримавши ступінь доктора філософії в галузі історії. У 1971 році відомий український діаспорний учений Омелян Пріцак запросив молодого Пола Магочі до Гарвардського університету працювати в Українському науковому інституті, досліджуючи історію Галичини XIX століття. Працюючи в Гарварді, у 1975—1982 роках був першим відповідальним редактором Гарвардської серії українознавчих студій.
У 1980 році став професором історії та політології Торонтського університету, де водночас очолив новостворений Інститут українознавства. У 1989 році як професор-гість (запрошений професор) читав курс української історії в Гебрейському університеті в Єрусалимі.
У 1990—1997 роках був директором Інституту історії полікультурної спільноти провінції Онтаріо. У 1999 році був головним редактором «Енциклопедії народів Канади». У 2001, 2002, 2003, 2006 роках — науковий консультант Інституту соціальної антропології імені Макса Планка в Німеччині.

## Українознавчі студії
Магочі має широкий спектр наукових інтересів, одним з аспектів якого є українознавство.
У 1980 році Магочі став професором історії та політології Торонтського університету, де водночас очолив новостворений інститут українознавства. У якості голови інститут українознавства Університету Торонто Магочі не раз приїжджав в Україну, насамперед на Закарпаття, для участі в різних конференціях (однак відвідини Закарпаття Магочі були переважно не для здобуття поступу в українознавчих студіях, а для розширення іншого його наукового інтересу — карпато-русинська нація). Зокрема, Магочі брав участь у роботі 9-го Міжнародного конгресу славістів у Києві (1983), 1-го (Київ, 1991), 5-го (Чернівці, 2003), та 6-го (Донецьк, 2005) Міжнародних конгресів україністів тощо.
Починаючи з 1980 року й донині найбільшими здобутками Магочі у якості голови інституту українознавства стало видання ряду книг про історію України та пов'язаними з нею речами, зокрема Дерев'яні церкви в Карпатах (англ. Wooden Churches in the Carpathians, Торонто, 1982), Галіція: Історичний огляд та бібліографічний (англ. Galicia: A Historical Survey and Bibliographic, Торонто, 1983), Україна: історичний атлас (англ. Ukraine: A Historical Atlas, Торонто, 1986), Моральність та реальність: життя та часи Анрея Шептицького (англ. Morality and Reality: The Life and Times of Andrei Sheptyts'kyi, Торонто, 1989), Україна. Історія її земель та народів (англ. A History of Ukraine: The Land and Its Peoples, Торонто, 1996, 2010), Коріння українського націоналізму (англ. The Roots of Ukrainian Nationalism, Торонто, 2002), Ілюстрована Історія України (англ. Ukraine – An Illustrated History, Торонто, 2007, 2014), Євреї та українці: тисячоліття співіснування (англ. Jews and Ukrainians: A Millennium of Co-Existence, Торонто, 2016),

### Україна: історія її земель та народів
Найважливішою працею Магочі з українознавства є його книга «Україна: історія її земель та народів». Цю книгу Сергій Плохій вважає першою історією України, написаною не з етнічної точки зору, а з мульти-етнічної. Замість опису українського народу від найдавніших часів й до сьогодення, як це робили всі попередні великі українські історики (Орест Субтельний, Михайло Грушевський, Сергій Єкельчик тощо), Магочі брав за базу не український народ (де б він не проживав), а географічну територію України в її сучасних кордонах, та описував історичні перипетії усіх народів, що населяли й населяють цю територію. Українська культура розглядається з позицій мультикультуралізму, тобто українським вважається не те, що є українським за його базовими ознаками (створене українською мовою тощо), а те, що створено на території України. Тобто, за мультикультурною історією Магочі, Микола Гоголь та Шолом Алейхем — українські письменники, бо народилися на території сучасної України.
На думку рецензентів книги, представлення персоналій з історії України у книзі Магочі є доволі вибірковим та обмеженим. Окремі текстові сегменти, а не фрагментарні чи контекстуальні згадки, присвячено лише певним знаковим історичним особам. Пантеон постатей української минувшини, зорієнтований на західного читача, й до нього фактично не потрапив жоден з українських діячів визвольних змагань ХІХ—ХХ століття .

## Контраверсійності
З 1970-их років Магочі є основним ідеологом русинського сепаратистського руху. З 1978 року Магочі займає пост президента-засновника Карпато-русинського дослідного центру США (англ. Carpatho-Rusyn Research Center), який видає у Сполучених Штатах та Європі наукові й науково-популярні праці з історії та культури русинів. Пол Магочі та його однодумці у своїх науково-популярних працях відстоюють твердження, що карпаторусини, зокрема й мешканці Закарпаття, є окремим східнослов'янським народом з власною мовою, територією та історичними традиціями. Упродовж 2005—2009 років Пол Магочі років очолював Світовий конгрес русинів, неодноразово ініціював проведення Світових конгресів русинів, на яких виступав з науковими доповідями про так звану «четверту слов'янську націю — карпато-русинів».
Від самого початку поширення Полом Робертом Магочі своїх теорій щодо існування так званої окремої «русинської нації» у 1960-их роках, їх — як псевдонаукові — розкритикувала низка українських науковців як в Україні, так і в українській діаспорі. Зокрема, український науковець Любомир Белей у своїх публікаціях звинуватив канадського дослідника в маніпуляціях науковими методами з метою дезінтеграції українського етномовного простору. Белей уважає, що Магочі коштом «західних меценатів» видав «Ілюстровану історію України», де у двох розділах з історії Закарпаття 1938—1939 рр. чітко акцентував, що населення цього краю ніколи не було українським, розмовляло й навчалося русинською, чи навіть російською мовою
На думку українського науковця Мая Панчука, Магочі — основний ідеолог сучасного політичного неорусинства.
На думку українських науковців як в Україні, так і в українській діаспорі, у кінцевому результаті псевдонаукові теорії щодо існування так званої окремої «русинської нації» з її окремою русинською мовою сприяють розвитку сепаратизму на українському Закарпатті.

## Вибрана бібліографія
Оригінальні твори
- (1978) The Shaping of a National Identity: Subcarpathian Rus', 1848—1948, Harvard University Press. ISBN 0-674-80579-8
- (1983) Galicia: A Historical Survey and Bibliographic Guide (Toronto: University of Toronto Press).
- (1993, 2003) Historic Atlas of east Central/Central Europe (University of Washington Press)
- (1993, 2002) Historic Atlas of Central Europe (University of Washington Press/University of Toronto Press/Thames & Hudson), ISBN 0-500-28355-9.
- (1996) A History of Ukraine (Toronto: University of Toronto Press) ISBN 0802008305
- (1999) Of the Making of Nationalities There is no End (2 vols (Columbia University Press)
- (1999) Encyclopedia of Canada's Peoples, 1999, University of Toronto Press. ISBN 0802029388
- (2002) «The Roots of Ukrainian Nationalism: Galicia As Ukraine's Piedmont», University of Toronto Press, 2002, ISBN 0802047386
- (2002) I. I. Pop, Paul Robert Magocsi, Encyclopedia of Rusyn History and Culture, University of Toronto Press, 2002, ISBN 0802035663

Україномовні переклади книг Магочі
- (2012) Маґочій П.-Р. Україна: історія її земель та народів [Текст]. — Ужгород: Вид-во В.Падяка, 2012. — 794 с. ISBN 978-966-387-061-8
- (2014) Маґочій П.-Р. Крим: наша благословенна земля [Текст]. — Ужгород: Вид-во В.Падяка, 2014. — 160 с. ISBN 978-966-387-080-9
- (2018) Маґочій П.-Р. Як я став українознавцем: есей-спогад [Текст] / П.-Р. Маґочій; пер. з англ. С. Біленького. — Ужгород: Вид-во В.Падяка, 2018. — 144 с. ISBN 978-966-387-116-5

## Відзнаки та членства в організаціях
Один з членів-засновників Світового конгресу русинів та член Виконавчого комітету (так званої Світової ради) з 1991 року.

## Зауваги
1. ↑  прим.: за власним визначенням Магочі - він угорсько-русинського[4] походження, оскільки Магочі вважає русинів окремим від українців народом